# Maud Lugters
Maud Lugters (22 september 2000) is een Nederlands langebaanschaatsster.
In 2016 werd Lugters Nederlands kampioen allround bij de junioren.
In 2019 startte Lugters op de Nederlandse kampioenschappen afstanden op de 500 en 1000 meter.

## Records

### Persoonlijke records[4]
| Afstand    | Tijd    | Datum            | Baan       |
| ---------- | ------- | ---------------- | ---------- |
| 500 meter  | 38,23   | 29 december 2023 | Heerenveen |
| 1000 meter | 1.17,16 | 28 december 2020 | Heerenveen |
| 1500 meter | 2.02,60 | 2 oktober 2022   | Inzell     |
| 3000 meter | 4.32,85 | 5 februari 2017  | Heerenveen |

## Resultaten
| Jaar | NK Afstanden       | NK Sprint |
| ---- | ------------------ | --------- |
| 2019 | 16e 500m 22e 1000m |           |
| 2020 | 18e 500m           |           |
| 2021 | 12e 500m           | 16e       |
| 2022 | 14e 500m           | NS3       |
| 2023 | 10e 500m 13e 1000m | 11e       |
| 2024 | 9e 500m 12e 1000m  |           |
| 2024 | 9e 500m 12e 1000m  | 10e       |
| 2025 | 13e 500m           |           |